# کشمکش بر سر سایه خر
نمایشنامه رادیویی "کشمکش بر سر سایه خر” به زبان آلمانی Der Prozeß um des Esels Schatten اثری است از نمایشنامه نویس سویسی فردریش دورنمات. این اثر در سال ۱۹۵۸ برای اولین بار منتشر شد. این اثر را مهران تیزکار   به زبان فارسی ترجمه کرد و در سال ۱۳۹۸ توسط انشارات مروارید منتشر شد.

## خلاصه اثر
دندان پزشک اشتراتیون از خرکچی آنتراکس یک خر کرایه می‌کند تا از آبدارا به سمت گرانیه برود. مابین راه می‌خواهد زیر سایه خر استراحت کند اما خرکچی از او به خاطر سایه خر تقاضای پول می‌کند چون خرکچی معتقد است که او تنها خر را کرایه کرده‌است و نه سایه اش را. از آنجاییکه دندان پزشک حاضر به پرداخت پول اضافه نمی‌شود به این دلیل به آبدارا بازمی‌گردند تا نزد قاضی فیلیپیدس طرح دعوی کنند.